# Valeria Guțu Romalo
Valeria Guțu Romalo (n. 25 octombrie 1928, Chișinău, România) este o lingvistă română, membră de onoare a Academiei Române (din martie 2006) și autoarea unor studii importante de sintaxă. 
În prezent conduce teze de doctorat la Facultatea de Litere din cadrul Universității București, fiind profesor consultant al Catedrei de Limbă Română. Este, de asemenea, cercetător principal la Institutul de Lingvistică „Iorgu Iordan - Alexandru Rosetti” din București. 
I s-a oferit și Premiul „Timotei Cipariu” al Academiei Române, Ordinul Muncii, clasa III (1984), Ordinul Național „Pentru Merit”, în grad de Cavaler (2009).

## Scrieri
- Sintaxa limbii române. Probleme și interpretări, Editura Didactică și Pedagogică, 1973
- Structura morfologică a limbii române, 1970[5]
- Morfologie structurală a Limbii Române (substantiv, adjectiv, verb), 362 pagini, Editura Academiei R.S.R., 1968
- Aspecte ale evoluției limbii române, Editura Humanitas Educațional, București, 2005
- Corectitudine și greșeală. Limba română de azi, Editura Humanitas Educațional, 2008
- Periplu lingvistic. Studii și reflecții, Editura Academiei Române, 2013